# Oncativo
Oncativo är en ort i Argentina.   Den ligger i provinsen Córdoba, i den centrala delen av landet, 600 km nordväst om huvudstaden Buenos Aires. Oncativo ligger 283 meter över havet och antalet invånare är 12 660.
Terrängen runt Oncativo är platt, och sluttar österut. Oncativo är det största samhället i trakten.
Trakten runt Oncativo består till största delen av jordbruksmark. Runt Oncativo är det ganska glesbefolkat, med 21 invånare per kvadratkilometer.